# 베터 콜 사울
《베터 콜 사울》(영어: Better Call Saul)은 2015년부터 2022년까지 방영된 드라마이다. 빈스 길리건과 피터 굴드가 제작했으며, 《브레이킹 배드》에 등장하는 변호사 사울 굿맨을 주역으로 한 스핀오프 작품이다. 이야기는 사울이 《브레이킹 배드》에 등장하기 6년 전인 2002년부터 시작한다. 2015년 2월 8일부터 AMC에서 방영되었다.